# Combat de Benishiek
Insurrection de Boko Haram
Batailles
Le combat de Benishiek  a lieu le 8 septembre 2013 pendant l'insurrection de Boko Haram.

## Déroulement
Le 8 septembre 2013, vers minuit et demi, des miliciens d'un groupe d'autodéfense de Benishiek tombe dans une embuscade de Boko Haram. Selon les bilans donnés par le groupe d'autodéfense et Garba Ngamdu, un assistant du gouverneur de l’État de Borno, 13 miliciens et 5 islamistes ont été tués pendant l'affrontement,.